# Áp suất khí quyển
 Áp suất khí quyển, đôi khi còn được gọi là áp suất không khí, là độ lớn của áp lực trong bầu khí quyển Trái Đất (hay của một hành tinh hay ngôi sao khác) trên một đơn vị diện tích. Trong hầu hết các trường hợp, áp suất khí quyển gần tương đương với áp suất thủy tĩnh do trọng lượng của không khí ở trên điểm đo. Nếu độ cao tăng, khối lượng khí quyển giảm xuống ít hơn, do đó áp suất khí quyển giảm với độ cao ngày càng tăng. Áp lực đo lực trên một đơn vị diện tích, với các đơn vị SI của Pascal (1 pascal = 1 newton trên một mét vuông, 1 N/m²). Trung bình, một cột không khí có diện tích mặt cắt ngang 1 cm², được đo từ mực nước biển trung bình đến đỉnh của bầu khí quyển Trái Đất, có khối lượng khoảng 1,03 kg và có lực hoặc "trọng lượng "khoảng 10,1 newton hoặc 2,37 lbf, dẫn đến áp suất ở mực nước biển khoảng 10,1 N/cm² hoặc 101 kN/m² (101 kilopascals, kPa). Một cột không khí có diện tích mặt cắt ngang là 1 in2 (6,45 cm²) có khối lượng khoảng 6,65 kg và trọng lượng khoảng 65,4 N hoặc 14,7 lbf, dẫn đến áp suất 10,1 N/cm² hoặc 14,7 lbf/in2. Tại Hoa Kỳ áp suất khí quyển gần mực nước biển thường được làm tròn thành 15 lbf/in2, và thể hiện là "15 psi".

## Cơ chế
Áp suất không khí là do lực hấp dẫn của hành tinh trên các khí quyển trên bề mặt và là một hàm của khối lượng của hành tinh, bán kính bề mặt, lượng khí và sự phân bố theo chiều dọc của nó trong khí quyển. Nó được thay đổi bởi sự xoay vòng hành tinh và các hiệu ứng địa phương như vận tốc gió, mật độ biến thiên do nhiệt độ và sự thay đổi thành phần.

## Bầu khí quy chuẩn
Bầu khí quyển tiêu chuẩn (atm) là đơn vị áp suất định nghĩa là 101325 Pa (Pascal)(1.01325 bar), tương đương 760 mmHg (torr), 1at, 29.92 inch Hg và 14.696 psi.

## Áp suất nước biển trung bình
Áp suất trung bình 15 năm cho tháng 6, tháng 7 và tháng 8 (trên cùng) và tháng 12, tháng 1 và tháng 2 (dưới). ERA-15 phân tích lại.
Kiểu máy đo độ cao áp barometric kiểu Kollsman (được sử dụng ở Bắc Mỹ) hiển thị độ cao 80 ft (24 m).
Áp suất nước biển trung bình (MSLP) là áp suất khí quyển trung bình ở mực nước biển. Đây là áp suất khí quyển thường được đưa ra trong báo cáo thời tiết trên đài phát thanh, truyền hình, báo chí hoặc trên Internet. Khi áp suất trong nhà được thiết lập để phù hợp với các báo cáo thời tiết địa phương, họ đo áp lực điều chỉnh đến mực nước biển, không phải là áp lực địa phương thực tế của khí quyển.
Thiết lập độ cao áp trong hàng không là điều chỉnh áp suất không khí.
Áp suất biển trung bình là 1013,25 mbar (101,325 kPa, 29,921 inHg, 760,00 mmHg). Trong báo cáo thời tiết hàng không (METAR), QNH được truyền đi khắp thế giới theo millibars hoặc hectopascal (1 hectapascal = 1 millibar), ngoại trừ ở Hoa Kỳ, Canada và Colombia, nơi được báo cáo bằng inch (đến hai chữ số thập phân) của thủy ngân. Hoa Kỳ và Canada cũng báo cáo SLP áp suất nước biển, được điều chỉnh tới mực nước biển bằng một phương pháp khác, trong phần nhận xét, không nằm trong phần truyền tải quốc tế, theo hectopascals hoặc millibars. Tuy nhiên, trong báo cáo thời tiết công khai của Canada, áp suất nước biển thay vì báo cáo bằng kilopascals.
Trong các nhận xét về mã thời tiết của Hoa Kỳ, ba chữ số đều được truyền đi; các điểm thập phân và một hoặc hai chữ số quan trọng nhất bị bỏ qua: 1013,2 mbar (101,32 kPa) được truyền như là 132; 1000,0 mbar (100,00 kPa) được truyền như là 000; 998,7 mbar được truyền như 987; vv.. Áp suất biển cao nhất trên Trái Đất xảy ra ở Siberia, nơi mà Siberian High thường đạt được áp suất biển trên 1050 mbar (105 kPa, 31 inHg), với mức cao kỷ lục gần 1085 mbar (108,5 kPa, 32,0 inHg). Áp suất biển thấp nhất có thể đo được được tìm thấy tại trung tâm của các cơn lốc xoáy nhiệt đới và lốc xoáy, với mức thấp kỷ lục 870 mbar (87 kPa, 26 inHg)
| Sự miêu tả | Tham số                                          | Giá trị           |
| ---------- | ------------------------------------------------ | ----------------- |
| p0         | áp suất không khí theo tiêu chuẩn mực nước biển  | 101325 Pa         |
| L          | tỷ lệ trôi đi nhiệt độ, = g/cp cho không khí khô | 0.0065 K/m        |
| cp         | áp suất nhiệt mặc định                           | ~ 1007 J/(kg•K)   |
| T0         | nhiệt độ chuẩn mực nước biển                     | 288.15 K          |
| g          | tăng tốc hấp dẫn mặt đất                         | 9.80665 m/s2      |
| M          | molar mass of dry air                            | 0.0289644 kg/mol  |
| R0         | hằng số khí phổ quát                             | 8.31447 J/(mol•K) |

## Biến thể cục bộ
Bão Wilma vào ngày 19 tháng 10 năm 2005; 882 hPa (12,79 psi) trong mắt bão.
Áp suất khí quyển rất khác nhau trên Trái Đất, và những thay đổi này rất quan trọng trong việc nghiên cứu thời tiết và khí hậu. Xem hệ thống áp lực cho các ảnh hưởng của biến đổi áp suất không khí vào thời tiết.
Áp suất khí quyển cho thấy chu trình ngày đêm hoặc bán chu kỳ (hai lần mỗi ngày) gây ra bởi các thủy triều trong bầu khí quyển toàn cầu. Hiệu ứng này mạnh nhất ở các vùng nhiệt đới, với biên độ của một vài milibars, và hầu như không ở các vùng cực. Các biến thể này có hai chu kỳ chồng lên nhau, chu kỳ tuần hoàn (24 giờ) và chu kỳ bán thuần (12 giờ).

## Áp suất theo độ sâu nước
Một bầu khí quyển (101.325 kPa hoặc 14.7 psi) cũng là áp lực gây ra bởi trọng lượng của một cột nước ngọt khoảng xấp xỉ 10,3 m (33,8 ft). Như vậy, một thợ lặn dưới nước 10,3 m trải nghiệm áp suất khoảng 2 bầu khí quyển (1 atm không khí cộng với 1 atm nước). Ngược lại, 10,3 m là chiều cao tối đa mà nước có thể được tăng lên bằng cách sử dụng hút trong các điều kiện khí quyển tiêu chuẩn.
Áp suất thấp như đường ống dẫn khí tự nhiên đôi khi được chỉ định bằng inch nước, thường được viết là w.c. (cột nước) hoặc w.g. (inch đo nước). Một thiết bị gia dụng sử dụng gas điển hình ở Mỹ được đánh giá tối đa là 14 w.c, khoảng 35 hPa. Các đơn vị số liệu tương tự với nhiều tên và ký hiệu dựa trên milimet, cm hoặc mét hiện nay ít được sử dụng hơn.

## Điểm sôi của nước
Nước nguyên chất sôi ở 100 °C (212 °F) ở áp suất không khí chuẩn của Trái Đất. Điểm sôi là nhiệt độ áp suất hơi tương đương với áp suất khí quyển xung quanh nước. Do đó, điểm sôi của nước thấp hơn ở áp suất thấp hơn và cao hơn ở áp suất cao hơn. Nấu ở độ cao cao, do đó, đòi hỏi phải điều chỉnh công thức. Độ xấp xỉ thô của độ cao có thể đạt được bằng cách đo nhiệt độ nước sôi; vào giữa thế kỷ 19, phương pháp này được sử dụng bởi các nhà thám hiểm.

## Đo lường và bản đồ
Một ứng dụng quan trọng của kiến thức rằng áp lực khí quyển thay đổi trực tiếp với độ cao là xác định chiều cao của đồi núi nhờ vào các thiết bị đo áp suất đáng tin cậy. Mặc dù năm 1774 Maskelyne đã xác nhận lý thuyết về lực hấp dẫn của Newton tại và trên Schiehallion ở Scotland (và sử dụng phương pháp đo độ chính xác của cầu thang để cho thấy ảnh hưởng của trọng lực) và đo chính xác độ cao, William Roy áp dụng áp suất barometric đã xác nhận quyết định chiều cao của mình, nằm trong phạm vi một mét (3,28 feet). Phương pháp này trở nên hữu ích cho công tác khảo sát và lập bản đồ. Việc "ứng dụng khoa học" sớm này đã cho mọi người hiểu rõ về cách mà khoa học có thể dễ dàng sử dụng thực tế.